# Platsnavelvireo
De platsnavelvireo (Vireo nanus) is een zangvogel uit de familie Vireonidae (vireo's).

## Verspreiding en leefgebied
Deze soort is endemisch op Hispaniola, een eiland in de Caraïbische Zee.

## Status
De grootte van de populatie is niet gekwantificeerd maar de soort wordt omschreven als schaars. Op de Rode lijst van de IUCN heeft deze soort de status niet bedreigd.